# Bulbophyllum nigrilabium
Bulbophyllum nigrilabium là một loài phong lan thuộc chi Bulbophyllum.